# بلقيس الراوي
بلقيس الراوي (1939-1981) دبلوماسية عراقية وهي الزوجة الثانية للشاعر السوري نزار قباني. قُتِلت في تفجير السفارة العراقية في بيروت في بداية ثمانينيات القرن العشرين.

## عنها

### النشأة
ولدت في مدينة الأعظمية على ضفاف نهر دجلة ببغداد في 21 مارس 1939 وسكنت مع عائلتها في منزل بسيط يطل على كورنيش نهر دجلة. ولها شقيق واحد. تعود أصول عائلتها - عائلة الراوي - إلى مدينة راوة في محافظة الأنبار في العراق.

### زواجها من نزار قباني
كانت بلقيس جميلة جدًا أعجب بها نزار قباني عند مشاهدتها في إحدى القاعات التي كان يلقي فيها الشعر عند زيارته إلى بغداد في ستينات القرن العشرين، وعند تقدمه لخطبتها لم يوافق والدها، وغادر نزار العراق خائبا، وظلت بلقيس تراود أفكار نزار حتى عاد مرة أخرى إلى العراق في مهرجان المربد الشعري وكتب قصيدة مطلعها:
| بلقيس الراوي | مرحباَ يا عراق، جئت أغنيك وبعض من الغناء بكاء أكل الحزن من حشاشة قلبي والبقايا تقاسمتها النساء | بلقيس الراوي |

فتعاطف العراقيون معه ومنهم الرئيس العراقي الراحل أحمد حسن البكر فتوسط لنزار حيث أرسل لخطبة بلقيس إلى نزار كل من وزير الشباب شفيق الكمالي ووكيل وزارة الخارجية شاذل طاقة وكلاهما شاعران، فوافق والدها بعد ذلك، فتزوجا في عام 1969، وهي زوجته الثانية بعد طلاقه من الأولى، وقد أنجبت له ولدين، هما عمر وزينب. واستمر زواجه منها حتى العام 1981؛ عندما قُتلت بلقيس في تفجير استهدف السفارة العراقية ببيروت؛ حيث كانت تعمل في الملحقية الثقافية للسفارة.

### بلقيس المناضلة
يقول نزار قباني: عندما رجعنا من الجنازة إلى مكتب أبي عمار (الرئيس ياسر عرفات)، بدأ القائد الفلسطيني يتكلم عن بلقيس الراوي وبدأ اللغز ينكشف.
| بلقيس الراوي | حيث قال: في آذار 1968 ، وكنا خارجين من معركة الكرامة، جائتني إلى منطقة الأغوار في الأردن فتاة عراقية فارعة القامة، تجر وراءها ضفيرتين ذهبيتين ,وطلبت مع زميلاتها في ثانوية الأعظمية للبنات في بغداد، تدريبهن على حمل السلاح، وقبولهن مقاتلات في صفوف الثورة الفلسطينية, وبالفعل أعطينا الفتيات العراقيات، ومن بينهن بلقيس، بنادق، وأخذناهن إلى ساحة الرمي حيث تعلمن إطلاق الرصاص، وأساليب القتال. كانت الفتيات سعيدات بملامسة السلاح، وكنا سعداء بأن تنضم إلى الثورة الفلسطينية هذه الزهرات من أرض العراق. | بلقيس الراوي |

### مقتلها
في 15 ديسمبر 1981، فُجِّرت السفارة العراقية في بيروت، وقد تبنى حزب الدعوة الإسلامية العراقي حادث التفجير وأعلن إن الذي قام بذلك انتحاري يسمى (أبو مريم). ويصف نزار قباني هذه اللحظة قائلًا «كنت في مكتبي بشارع الحمراء حين سمعت صوت انفجار زلزلني من الوريد إلى الوريد ولا أدري كيف نطقت ساعتها: ياساتر يارب.. بعدها جاء من ينعي إلي الخبر.. السفارة العراقية نسفوها.. قلت بتلقائية بلقيس راحت.. شظايا الكلمات مازالت داخل جسدي.. أحسست أن بلقيس سوف تحتجب عن الحياة إلى الابد، وتتركني في بيروت ومن حولي بقاياه، كانت بلقيس واحة حياتي وملاذي وهوويتي وأقلامي.»
وقد نظم نزار قباني قصيدة رثاء تعد من أطول ما كتب لها، وهي قصيدة بلقيس:
| بلقيس الراوي | شُكْرَاً لَكُمْ شُكْرَاً لَكُمْ فحبيبتي قُتِلَتْ وصارَ بوسْعِكُم أن تشربوا كأساً على قبرِ الشهيدة وقصيدتي اغتيلت .. وهَلْ من أُمَّةٍ في الأرضِ .. - إلاَّ نحنُ - تغتالُ القصيدة ؟ بلقيسُ ... كانتْ أجملَ المَلِكَاتِ في تاريخ بابِِلْ بلقيسُ .. كانت أطولَ النَخْلاتِ في أرض العراقْ كانتْ إذا تمشي .. ترافقُها طواويسٌ .. وتتبعُها أيائِلْ .. بلقيسُ .. يا وَجَعِي .. ويا وَجَعَ القصيدةِ حين تلمَسُهَا الأناملْ هل يا تُرى .. من بعد شَعْرِكِ سوفَ ترتفعُ السنابلْ ؟ يا نَيْنَوَى الخضراء .. يا غجريَّتي الشقراء .. يا أمواجَ دجلةَ . . تلبسُ في الربيعِ بساقِهِا أحلى الخلاخِلْ .. قتلوكِ يا بلقيسُ .. أيَّةُ أُمَّةٍ عربيةٍ .. تلكَ التي تغتالُ أصواتَ البلابِلْ ؟ أين السَّمَوْأَلُ ؟ والمُهَلْهَلُ ؟ والغطاريفُ الأوائِلْ ؟ فقبائلٌ أَكَلَتْ قبائلْ .. وثعالبٌ قتلتْ ثعالبْ .. وعناكبٌ قتلتْ عناكبْ .. قَسَمَاً بعينيكِ اللتينِ إليهما .. تأوي ملايينُ الكواكبْ .. سأقُولُ ، يا قَمَرِي ، عن العَرَبِ العجائبْ فهل البطولةُ كِذْبَةٌ عربيةٌ ؟ أم مثلنا التاريخُ كاذبْ ؟. بلقيسُ لا تتغيَّبِي عنّي فلنَّ الشمسَ بعدكِ لا تُضيءُ على السواحِلْ . . سأقول في التحقيق : إنَّ اللصَّ أصبحَ يرتدي ثوبَ المُقاتِلْ وأقول في التحقيق : إنَّ القائدَ الموهوبَ أصبحَ كالمُقَاوِلْ .. وأقولُ : إن حكايةَ الإشعاع ، أسخفُ نُكْتَةٍ قِيلَتْ .. فنحنُ قبيلةٌ بين القبائِلْ هذا هو التاريخُ . . يا بلقيسُ .. كيف يُفَرِّقُ الإنسانُ .. ما بين الحدائقِ والمزابلْ بلقيسُ .. أيَّتها الشهيدةُ .. والقصيدةُ .. والمُطَهَّرَةُ النقيَّةْ .. سبأٌ تفتِّشُ عن مَلِيكَتِهَا فرُدِّي للجماهيرِ التحيَّةْ .. يا أعظمَ المَلِكَاتِ .. يا امرأةً تُجَسِّدُ كلَّ أمجادِ العصورِ السُومَرِيَّةْ بلقيسُ .. يا عصفورتي الأحلى .. ويا أَيْقُونتي الأَغْلَى ويا دَمْعَاً تناثرَ فوقَ خَدِّ المجدليَّةْ أَتُرى ظَلَمْتُكِ إذْ نَقَلْتُكِ ذاتَ يومٍ .. من ضفافِ الأعظميَّةْ بيروتُ .. تقتُلُ كلَّ يومٍ واحداً مِنَّا .. وتبحثُ كلَّ يومٍ عن ضحيَّةْ والموتُ .. في فِنْجَانِ قَهْوَتِنَا .. وفي مفتاح شِقَّتِنَا .. وفي أزهارِ شُرْفَتِنَا .. وفي وَرَقِ الجرائدِ .. والحروفِ الأبجديَّةْ ... ها نحنُ .. يا بلقيسُ .. ندخُلُ مرةً أُخرى لعصرِ الجاهليَّةْ .. ها نحنُ ندخُلُ في التَوَحُّشِ .. والتخلّفِ .. والبشاعةِ .. والوَضَاعةِ .. ندخُلُ مرةً أُخرى .. عُصُورَ البربريَّةْ .. حيثُ الكتابةُ رِحْلَةٌ بينِ الشَّظيّةِ .. والشَّظيَّةْ حيثُ اغتيالُ فراشةٍ في حقلِهَا .. صارَ القضيَّةْ .. هل تعرفونَ حبيبتي بلقيسَ ؟ فهي أهمُّ ما كَتَبُوهُ في كُتُبِ الغرامْ كانتْ مزيجاً رائِعَاً بين القَطِيفَةِ والرُّخَامْ .. كان البَنَفْسَجُ بينَ عَيْنَيْهَا ينامُ ولا ينامْ .. بلقيسُ .. يا عِطْرَاً بذاكرتي .. ويا قبراً يسافرُ في الغمام .. قتلوكِ ، في بيروتَ ، مثلَ أيِّ غزالةٍ من بعدما .. قَتَلُوا الكلامْ .. بلقيسُ .. ليستْ هذهِ مرثيَّةً لكنْ .. على العَرَبِ السلامْ بلقيسُ .. مُشْتَاقُونَ .. مُشْتَاقُونَ .. مُشْتَاقُونَ .. والبيتُ الصغيرُ .. يُسائِلُ عن أميرته المعطَّرةِ الذُيُولْ نُصْغِي إلى الأخبار .. والأخبارُ غامضةٌ ولا تروي فُضُولْ .. بلقيسُ .. مذبوحونَ حتى العَظْم .. والأولادُ لا يدرونَ ما يجري .. ولا أدري أنا .. ماذا أقُولْ ؟ هل تقرعينَ البابَ بعد دقائقٍ ؟ هل تخلعينَ المعطفَ الشَّتَوِيَّ ؟ هل تأتينَ باسمةً .. وناضرةً .. ومُشْرِقَةً كأزهارِ الحُقُولْ ؟ بلقيسُ .. إنَّ زُرُوعَكِ الخضراءَ .. ما زالتْ على الحيطانِ باكيةً .. وَوَجْهَكِ لم يزلْ مُتَنَقِّلاً .. بينَ المرايا والستائرْ حتى سجارتُكِ التي أشعلتِها لم تنطفئْ .. ودخانُهَا ما زالَ يرفضُ أن يسافرْ بلقيسُ .. مطعونونَ .. مطعونونَ في الأعماقِ .. والأحداقُ يسكنُها الذُهُولْ بلقيسُ .. كيف أخذتِ أيَّامي .. وأحلامي .. وألغيتِ الحدائقَ والفُصُولْ .. يا زوجتي .. وحبيبتي .. وقصيدتي .. وضياءَ عيني .. قد كنتِ عصفوري الجميلَ .. فكيف هربتِ يا بلقيسُ منّي ؟.. بلقيسُ .. هذا موعدُ الشَاي العراقيِّ المُعَطَّرِ .. والمُعَتَّق كالسُّلافَةْ .. فَمَنِ الذي سيوزّعُ الأقداحَ .. أيّتها الزُرافَةْ ؟ ومَنِ الذي نَقَلَ الفراتَ لِبَيتنا .. وورودَ دَجْلَةَ والرَّصَافَةْ ؟ بلقيسُ .. إنَّ الحُزْنَ يثقُبُنِي .. وبيروتُ التي قَتَلَتْكِ .. لا تدري جريمتَها وبيروتُ التي عَشقَتْكِ .. تجهلُ أنّها قَتَلَتْ عشيقتَها .. وأطفأتِ القَمَرْ .. بلقيسُ .. يا بلقيسُ .. يا بلقيسُ كلُّ غمامةٍ تبكي عليكِ .. فَمَنْ تُرى يبكي عليَّا .. بلقيسُ .. كيف رَحَلْتِ صامتةً ولم تَضَعي يديْكِ .. على يَدَيَّا ؟ بلقيسُ .. كيفَ تركتِنا في الريح .. نرجِفُ مثلَ أوراق الشَّجَرْ ؟ وتركتِنا - نحنُ الثلاثةَ - ضائعينَ كريشةٍ تحتَ المَطَرْ .. أتُرَاكِ ما فَكَّرْتِ بي ؟ وأنا الذي يحتاجُ حبَّكِ .. مثلَ (زينبَ) أو (عُمَرْ) بلقيسُ .. يا كَنْزَاً خُرَافيّاً .. ويا رُمْحَاً عِرَاقيّاً .. وغابَةَ خَيْزُرَانْ .. يا مَنْ تحدَّيتِ النجُومَ ترفُّعاً .. مِنْ أينَ جئتِ بكلِّ هذا العُنْفُوانْ ؟ بلقيسُ .. أيتها الصديقةُ .. والرفيقةُ .. والرقيقةُ مثلَ زَهْرةِ أُقْحُوَانْ ..; ضاقتْ بنا بيروتُ .. ضاقَ البحرُ .. ضاقَ بنا المكانْ .. بلقيسُ : ما أنتِ التي تَتَكَرَّرِينَ .. فما لبلقيسَ اثْنَتَانْ | بلقيس الراوي |

وريت الثرى وتم دفنها في مقبرة الشهداء (بيروت).